# أتامي (شيزوكا)
مدينة أتامي (بالإنجليزية: Atami)‏ هي أحد المدن التابعة لمحافظة شيزوكا. تأسست رسميًا في 10/04/1937. ويقدر عدد سكانها بـ 40524 نسمة حسب تقدير مكتب الإحصاء الياباني لعام 2012. تبلغ مساحة أتامي 61.56 كم2. بكثافة سكانية تبلغ 658 نسمة/كم2.

## توأمة
لأتامي (شيزوكا) اتفاقيات توأمة مع كل من:
- سانريمو
- أويتا
- كاشكايش
- زوهاي
- أكابولكو

## أعلام
- كيورا كيغو
- تشارلز ديكنسون ويست
- يوكي ماسودا
- كيتشي هاسيغاوا
- يوكا إيماي